# Recoaro Terme
(Friedrich Nietzsche, dalla lettera a Peter Gast del 17 giugno 1881)
Recoaro Terme (Recobör, Rocabör o Ricaber in cimbro, Recoaro in veneto) è un comune italiano di 5 775 abitanti della provincia di Vicenza, situato nell'alta Valle dell'Agno, sul fondo di una conca (nota anche come Conca di Smeraldo) a 445 metri sul livello del mare, ai piedi delle Piccole Dolomiti. 

Recoaro è celebre per le proprie acque minerali: l'oligominerale Lora è commercializzata, mentre le altre acque minerali sono utilizzate nelle terme delle Fonti Centrali dalla loro scoperta nel 1689.

## Geografia fisica
Il comune ha un'estensione piuttosto vasta, di poco più di 60 chilometri quadrati e comprende l'arco disegnato dalle Piccole Dolomiti e la conca sottostante formata dall'alta Valle dell'Agno. A ovest e a nord-ovest confina rispettivamente con i comuni trentini di Ala e Vallarsa, da nord ad est con l'alta Val Leogra (comuni di Valli del Pasubio e Torrebelvicino), a sud-est con il comune di Valdagno, a sud con la Valle del Chiampo (comuni di Crespadoro e di Altissimo) e a sud-ovest con la Provincia di Verona (comune di Selva di Progno).
Al Passo delle Tre Croci, più noto localmente come Passo della Lora, vi è il confine fra le province di Vicenza, Trento e Verona.
La principale via di accesso è l'ex statale 246 che provenendo da sud percorre l'intera valle, collegandosi poi alla Val Leogra in territorio recoarese attraverso il valico del Passo Xon.

### Territorio
La natura calcarea delle rocce del luogo, insieme alla posizione geografica (le Prealpi vicentine sono i primi rilievi montuosi che si incontrano provenendo dal mare) che determina un'elevatissima piovosità (la più alta del Veneto con oltre 2000 mm annui di media) determinano una grande ricchezza che è l'acqua minerale. Numerose sono le sorgenti e le fonti su tutto il territorio comunale.
Il territorio comunale è inoltre molto ricco dal punto di vista geologico, con una vastità di differenti tipi di rocce affioranti che furono di spunto al geologo veronese Giovanni Arduino per la suddivisione in ere geologiche ancora oggi usate.
In particolare a Recoaro affiora la fillade quarzifera (detta in dialetto locale lardàro o ardàro), roccia metamorfica, molto friabile, che costituiva un'antichissima catena montuosa.
Nella zona è possibile praticare vari tipi di sport: il parapendio presso il passo di Campogrosso, gli sport invernali (sci alpino, sci di fondo) presso Recoaro Mille e la mountain-bike, grazie alla notevole rete di strade asfaltate, sterrate, mulattiere e sentieri che il territorio comunale offre. Inoltre è possibile praticare l'alpinismo e l'arrampicata sportiva nelle Piccole Dolomiti.
Per il toponimo, l'etimo più probabile è la derivazione dal nome personale germanico (probabilmente longobardo) "Richwar"; si confronti la versione "Ricaber" nella lingua cimbra dei Sette Comuni.

### Clima
Durante il periodo primaverile del 2008 Recoaro si è dimostrata la località più piovosa del Veneto.
Caratteristica del clima della Conca di Smeraldo è infatti un'alta piovosità in autunno e in primavera, nonché forti piovaschi e temporali durante l'estate, soprattutto nel tardo pomeriggio o sera. Gli inverni sono piuttosto rigidi, anche se le precipitazioni nevose nel fondovalle possono anche essere molto scarse.

## Storia
La zona di Recoaro venne abitata nel corso del XIII secolo da dei coloni germanici: il primo documento ufficiale che nomina la "villa" di Rovegliana risale al 1262. La frazione fu inizialmente il centro principale della conca, data la posizione favorevole, esposta al sole, rialzata sulle colline, mentre il capoluogo, pur abitato, si sviluppò in seguito.
Nel XIV secolo la zona del vicentino fu sottoposta alle signorie prima degli Scaligeri e quindi dei Visconti, finché nel XV secolo non subentrò la Repubblica di Venezia, che mantenne il proprio predominio fino al XVIII secolo. Tracce della dominazione veneziana si possono trovare nel leone di San Marco, originariamente posto a Rovegliana e oggi conservato in municipio, e in tracce di disboscamento nella zona di Recoaro Mille.
Importante fatto nella storia di Recoaro fu la scoperta delle acque minerali nel 1689, ad opera del conte Lelio Piovene (da cui la sorgente prese il nome di Lelia). Nel Settecento Recoaro conobbe un primo sviluppo a causa del termalismo, ma fu solo nell'Ottocento che il paese ebbe una vera e propria crescita legata allo sfruttamento curativo delle acque. Nel frattempo, seguendo le sorti del Lombardo-Veneto, al crollo della Serenissima il territorio comunale era passato all'Impero Asburgico, sotto la cui giurisdizione rimase fino al 1866.
Nonostante lo sfruttamento delle acque termali e lo sviluppo turistico (con medie di 8-9000 visitatori all'anno nell'Ottocento e di 10-15.000 nei primi del Novecento), la maggioranza della popolazione viveva ancora di un'agricoltura di sussistenza, molto povera a causa dell'ambiente montano.
Solo lo sfruttamento commerciale dell'acqua minerale tramite lo stabilimento di imbottigliamento fra le due guerre mondiali pose le basi per uno sviluppo economico che ebbe il suo apice nel secondo dopoguerra.
Durante la seconda guerra mondiale Recoaro fu anche sede del comando nazista del gruppo d'armate C, sotto la guida del feldmaresciallo Albert Kesselring, sostituito dal generale colonnello Heinrich von Vietinghoff nel marzo 1945. Le truppe tedesche occuparono molti edifici, fra cui anche le Fonti, che vennero bombardate dagli Alleati il 20 aprile 1945. L'attacco rase al suolo il complesso termale e decretò la resa degli occupanti e la fine nel territorio della Seconda Guerra Mondiale.
Nel 1952 fu avviata la seggiovia che dal centro del paese porta alle località di sport invernali; rimasta aperta fino al 1990, fu sostituita nel 1995 con una nuova e moderna cabinovia.
La stagione sciistica del 1967 fu inaugurata con la nuova seggiovia che collega Recoaro Mille con le discese di Monte Falcone.
Nel 1950 a opera dell'architetto Giuseppe Vaccaro fu edificata la chiesa arcipretale dedicata a sant'Antonio Abate.

### Simboli
Lo stemma e il gonfalone sono stati concessi con DPR del 10 febbraio 1986.
L'immagine raffigura un gallo nell'atto del cantare, appoggiato su tre cime, avente come sfondo un cielo con tre stelle male ordinate. Il simbolo fu scelto nel 1654 dal primo arciprete di Recoaro, don Paolo Fracasso che lo fece affiggere nel muro a nord della casa canonica con alcuni versi rimati:
"Il gallo vigilante in questa parte

come l'Augello di Marte

Fu da Paolo Fracasso

scielto dell'Alpi a custodire il Passo."
Con l'avvento della dominazione austriaca l'aquila bicipite degli Asburgo prese il posto dello stemma, che fu proibito fino al 1866.
La riproduzione in ferro elettrosaldato del simbolo del paese, dal 24 febbraio 1980 apre la sfilata della Chiamata di marzo. La costruzione fu eseguita da Dino Orsato e Bruno Pellizzari nell'officina della ditta Prebianca.
Don Paolo Fracasso si può considerare anche il primo "albergatore", infatti ospitò per la prima volta nel 1689 in canonica una giovane donna, ammalata di fistola ulcerosa alla gola, che usufruì dei rimedi dell'acqua Lelia.
Il gonfalone è un drappo troncato di giallo e di rosso.

## Monumenti e luoghi d'interesse

### Architetture civili

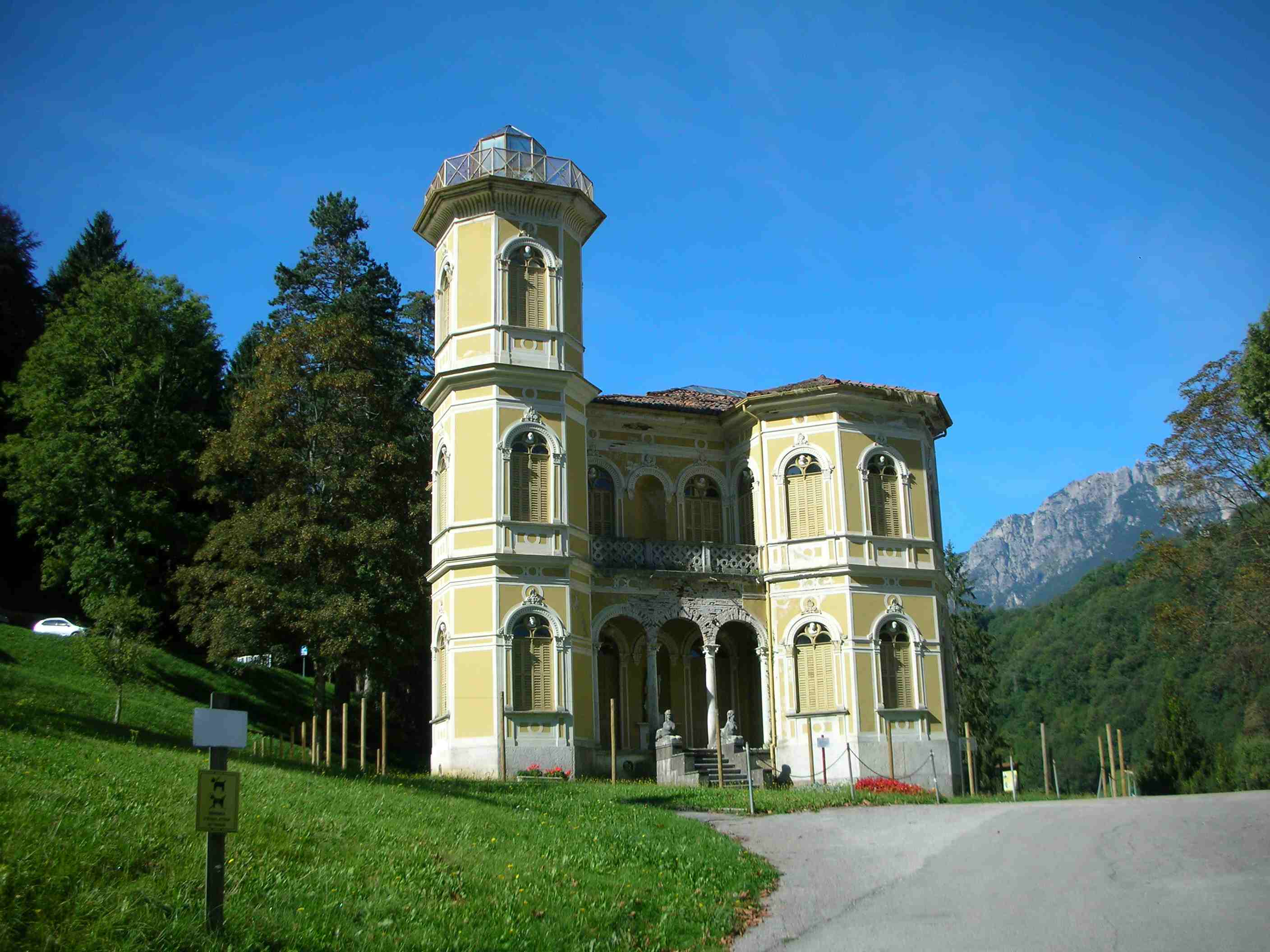
Villino Tonello

Il villino Tonello (1863-1868) detto  Villa Margherita perché vi soggiornò la regina d’Italia Margherita con l’erede al trono Vittorio Emanuele fu progettato dall’architetto vicentino Antonio Caregaro Negrin. La villa rappresenta un significativo esempio di edificio liberty: una torretta ottagonale svetta dal corpo centrale con funzione di belvedere e le facciate sono aperte da numerose finestre al paesaggio montano.  L’arredamento interno in marmi pregiati e legno, oggi perduto, fu studiato nei minimi dettagli dal Caregaro Negrin..

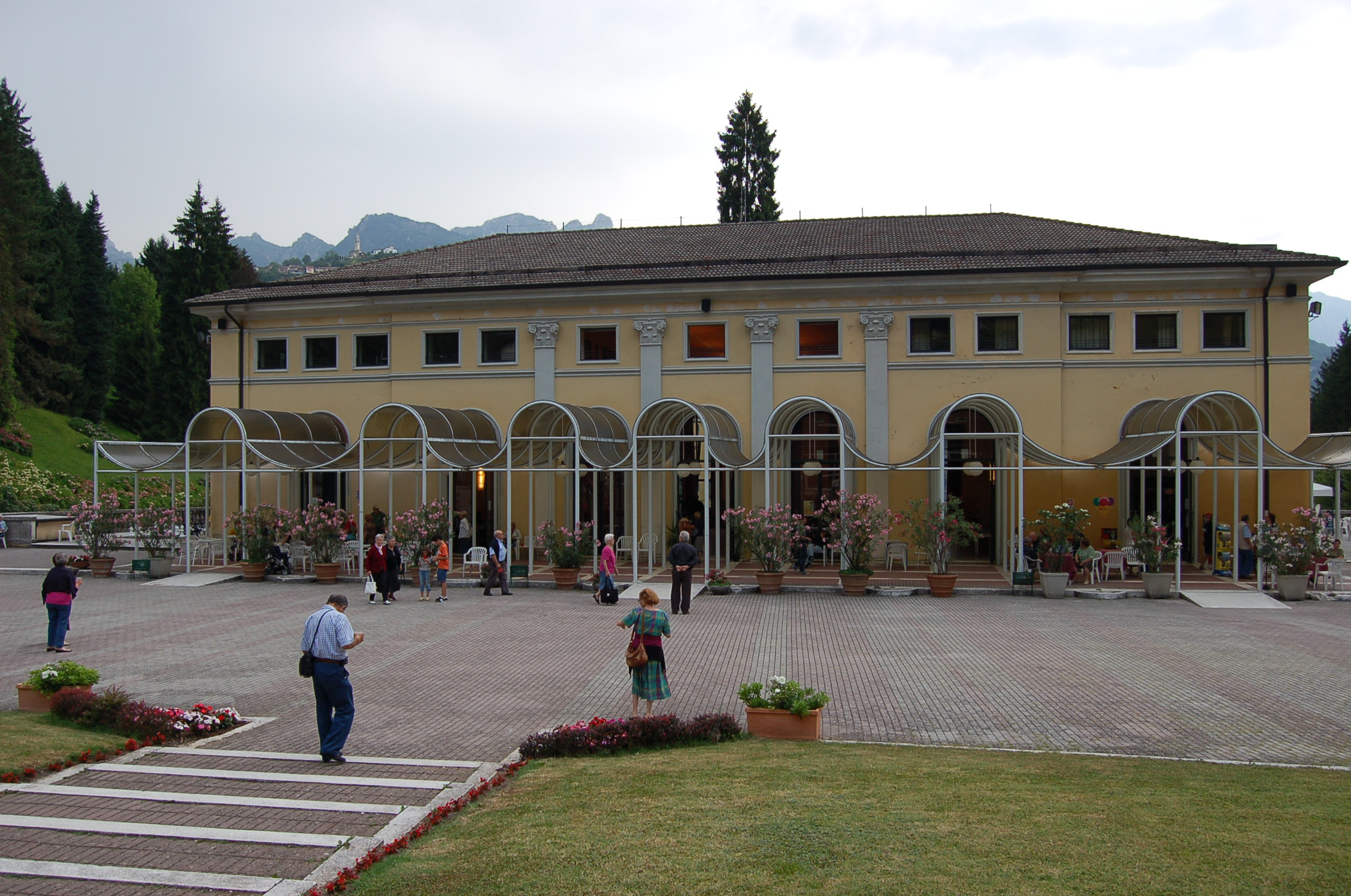
Stabilimento balneo-idroterapico

Lo stabilimento Balneo-idroterapico delle Fonti Centrali (1873-1876) fu progettato dall’architetto Antonio Caregaro Negrin secondo le migliori tecnologie dell’epoca per poter gareggiare con i centri termali più esclusivi d’Europa. Lo stabilimento, nato per esigenze di funzionalità, venne comunque curato dall’architetto con attenzione a dettagli di pura eleganza. L’edificio su più livelli ha verso il piazzale delle Terme un corpo allungato con una parte centrale più elevata come le ville rinascimentali. Tutto il parco all’intorno venne riprogettato con arredi d’epoca cosicché l’aspro paesaggio, illeggiadrito dalle forme della nuova architettura, assunse un carattere romantico. L'edificio fu gravemente danneggiato nel bombardamento del 1945 e poi ricostruito senza la parte elevata centrale.
La Sala Regina chiamata anche Teatro delle Marionette risale alla seconda metà dell’Ottocento. Presenta un’elegante facciata con portoncini abbelliti da decorazioni a stucco e motivi cromatici che richiamano quelli tipici del Caregaro Negrin. Fu uno dei pochi teatri stabili di marionette d’Italia e ospitò dal 1920 al 1960 la Primaria Compagnia Veneta Marionettistica Lazzarini, diretta da Guglielmo Lazzarini.
Il centro di Recoaro Terme è caratterizzato dallo stile liberty. Le facciate degli edifici delle vie principali erano completamente dipinte con motivi floreali che in parte sono ancora visibili.

### Architetture religiose

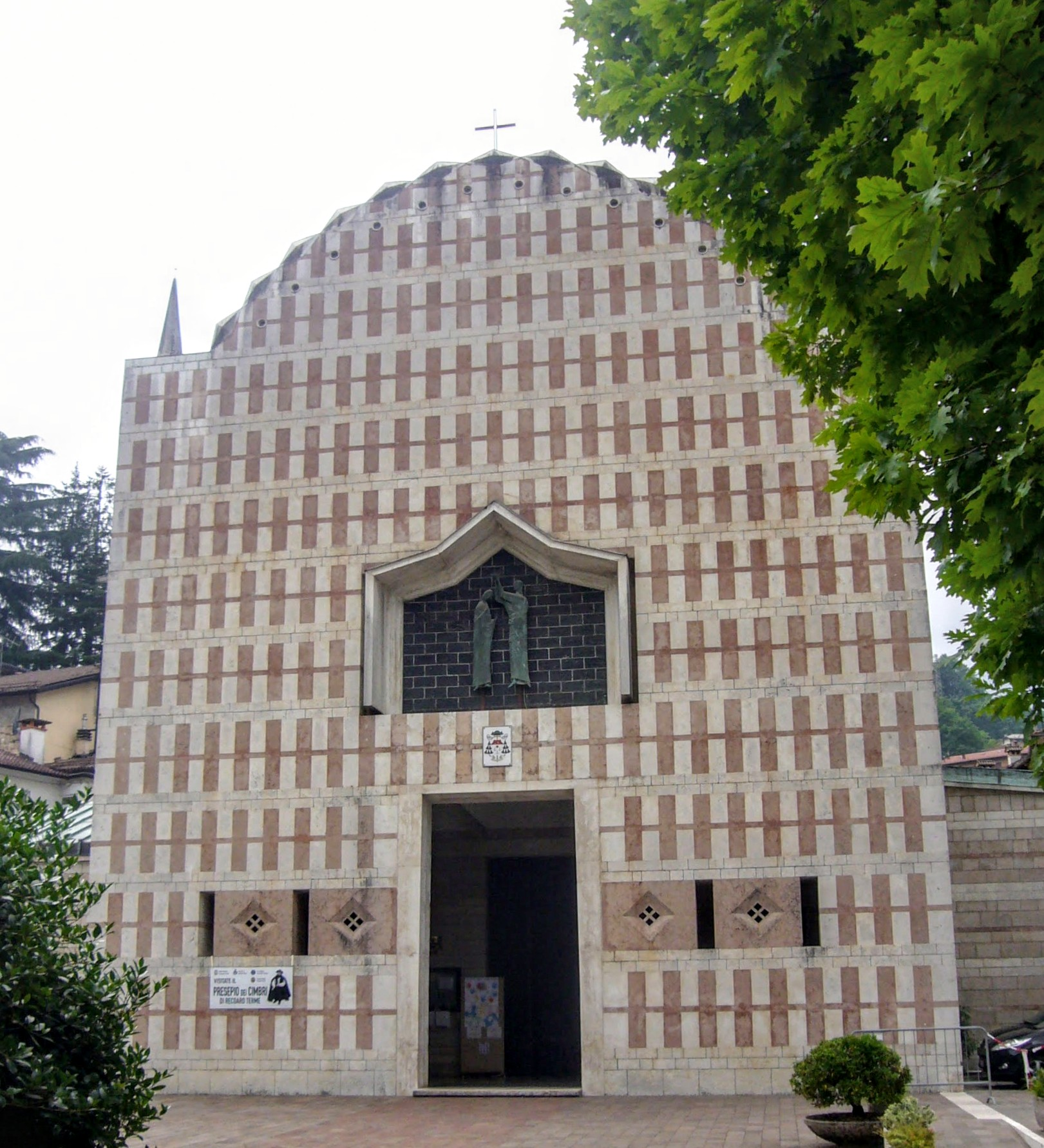
La chiesa parrocchiale

La parrocchiale di Sant'Antonio abate, fu costruita nell'immediato dopoguerra (1949-1951) dall'architetto Giuseppe Vaccaro. Contiene il mosaico della crocifissione di Guido Cadorin, che sormonta l'altare; alla sua sinistra l'incoronazione di Maria dell'artista Marcello Mascherini. Le statue lignee dell'Annunciazione e della crocifissione sono state intagliate da Bruno Vedovato e una significativa Via Crucis in terracotta è di Luciano Minguzzi. Infine attribuite a Giorgio Scalco sono l'ampia vetrata colorata vicina al pulpito, l'affresco a fianco del presbiterio e i tre dipinti posti sulla navata laterale.
Le due più antiche chiese della conca sono quella di Santa Giuliana, sul colle omonimo, e di San Bernardo, entrambi risalenti al XIV secolo. In particolare i recoaresi sono molto devoti a Santa Giuliana, a cui sono più volte ricorsi nel corso dei secoli con voti per scampare alle pestilenze o alle guerre.

### Capitelli votivi
Il Capitello votivo fa parte della tradizione del territorio e se ne possono contare 128 in tutto il territorio recoarese.
La località Camonda ha un particolare capitello situato al passo omonimo. È infatti un capitello-rifugio, la cui funzione non è solo quella di esprimere una manifestazione di pietà popolare, ma anche di offrire un ricovero per i viandanti. Ancora nei primi anni del secolo scorso non esisteva una carrabile, ma un sentiero che collegava le valli dell'Agno e del Leogra e il capitello poteva offrire a chi era di passaggio una protezione temporanea prima della discesa a valle verso Torrebelvicino o Recoaro; il capitello è stato ricostruito nel XIX secolo.

### Aree naturali
L'ambiente naturale è forse il maggior patrimonio di Recoaro, circondato dalle Piccole Dolomiti, montagne molto interessanti dal punto di vista alpinistico ed escursionistico, che offrono la possibilità sia della gita domenicale, sia di itinerari impegnativi.

## Società

### Evoluzione demografica
Abitanti censiti

Agli inizi del XIX secolo Recoaro sfiorava i 4 000 abitanti, tuttavia vi fu un continuo calo dopo il 1808 e solo nel 1822 si raggiunse tale cifra. Vi fu quindi uno sviluppo demografico che portò a raggiungere le 5 000 unità negli anni quaranta dell'Ottocento. Negli ultimi decenni vi è stato uno spopolamento del territorio comunale, a causa della mancanza di posti di lavoro, con un'emigrazione verso la bassa valle.
Oggi la popolazione si concentra molto di più nel centro principale rispetto a quanto avvenisse fino alla prima metà del Novecento, in cui vi era ancora una grossa fetta di popolazione rurale.

## Cultura

### Cucina
Il piatto tradizionale di Recoaro Terme sono gli "gnocchi con la fioréta", piatto creato dall'unione di fioréta, farina e sale e conditi con burro e formaggio di malga stagionato grattugiato.
La fioréta è un prodotto tipico e solitamente reperibile nelle zone di Recoaro Terme e Valdagno e consiste in una ricotta semiliquida dal contenuto del siero di cottura più alto rispetto alla tipica ricotta, rendendola così liquida ma con una consistenza comunque densa. A questa viene aggiunta e mescolata energicamente la farina e il sale, solitamente "a ocio", che seguendo la regola locale sta a indicare quando il cucchiaio che si usa per mescolare l'impasto resta in piedi nell'impasto. Si procede con un cucchiaio a raccogliere un po' dell'impasto e ad accompagnarlo in abbondante acqua salata fino a cottura ultimata, che significa che lo gnocco non è crudo al suo interno. Si procede poi a cospargere di formaggio gli gnocchi e a versare sopra di essi il burro precedentemente portato a color nocciola.
Altre varianti includono l'utilizzo di salvia nel burro, di ricotta affumicata assieme al formaggio, di formaggi non tipicamente di malga stagionati.
Il piatto ha ricevuto la denominazione De.Co. mentre la Ricotta fioreta delle vallate vicentine ha ricevuto la denominazione PAT (Prodotto Agroalimentare Tradizionale).

### Televisione
- Dal 1968 al 1972 ha ospitato la finale del Cantagiro, con i più famosi cantanti italiani dell'epoca. La sede della finale, articolata in tre serate con la diretta su Rai Uno della serata conclusiva, fu lo scenario delle Fonti Centrali.
- Ha partecipato a due puntate del programma estivo Giochi senza frontiere: a Madeira (Portogallo) nel 1982 e a Castiglione delle Stiviere (provincia di Mantova) il 22 luglio 1989, risultando vincitore della serata con 48 punti totalizzati.

### Letteratura
- Secondo la leggenda, il filosofo tedesco Friedrich Nietzsche trasse ispirazione dal verde panorama e l'ambiente culturale recoarese per scrivere Così parlò Zarathustra.

## Geografia antropica

### Frazioni
La distribuzione della popolazione ha un carattere soprattutto rurale, con un centro principale di dimensioni ridotte rispetto al totale. In modo meno accentuato rispetto al passato, ma ancora rilevante, la maggioranza della popolazione vive sulle colline della conca. Nucleo fondamentale e rilevante è la contrada, piccolo gruppo di case che varia da poche unità a varie decine: su tutto il territorio recoarese si contano oltre 100 contrade, oggigiorno le più sperdute sono disabitate, mentre le più grandi hanno raggiunto la dignità di frazione.
La contrada era un tempo il centro della vita sociale e lavorativa, raccoglieva le abitazioni, i fienili e le stalle, una o più fontane (di cui il territorio comunale è molto ricco), spesso anche un Capitello votivo dedicato alla Madonna o ai santi. Nelle frazioni di Parlati e Merendaore è stata istituita la parrocchia nel corso del Novecento, mentre era già presente da molti secoli in quelle di Rovegliana e Fongara.

#### Rovegliana
Nella frazione di Rovegliana (circa 1 280 abitanti) è situata la piccola e caratteristica contrada Camonda (etimologia: voce tedesca composta di kuh, "mucca" + munde, "passaggio"), costituita da due gruppi di case; il nucleo più grosso verso valle, Camonda di Sotto (640 m s.l.m.) e il gruppo di case più a monte, Costa (675 m).

La strada comunale che porta, sempre in salita, alla contrada inizia poco dopo la curva della località Gardi sulla destra provenendo da Recoaro e arriva fino al passo della Camonda (693 m. s.l.m.) dove insiste il particolare capitello descritto nel paragrafo "Capitelli votivi". Poi la strada si dirama a sinistra verso il passo dei Branchi (728 m s.l.m.) seguendo il crinale delle Some di Rovegliana e a destra verso la Fonte Civillina o la Contrada Manfron (comune di Torrebelvicino). Da questo passo si può anche raggiungere il monte Civillina (962 m) lungo un ripido sentiero che si prende subito a destra.

#### Merendaore
Frazione presente lungo la S.P. 99 verso il Passo di Campogrosso e la frazione conta circa 700 abitanti (a 731 m s.l.m.). Il nome, di probabile derivazione cimbra originariamente secondo alcuni studiosi proviene dalla parola brand "incendio"; ad essa è associata la pratica di dissodamento delle terre incolte tramite la pratica dell'incendio, da cui il nome più moderno "Bràndaore". La chiesa locale, intitolata a Santa Maria Madre della Chiesa è stata benedetta l'11 Settembre 1977, la quale assieme al campo da calcio in erba e la piastra polivalente di fronte all'edificio hanno sempre costituito un punto di ritrovo per tutte le generazioni della frazione.
Da Merendaore si può salire lungo la strada principale che porta al Passo di Campogrosso (1460 m s.l.m.) oppure prendendo una strada secondaria al Colle di Santagiuliana, dov'è presente una delle chiese cristiane più antiche del territorio di Recoaro, con il suo campanile a scandire le ore per l'intera vallata.

## Economia

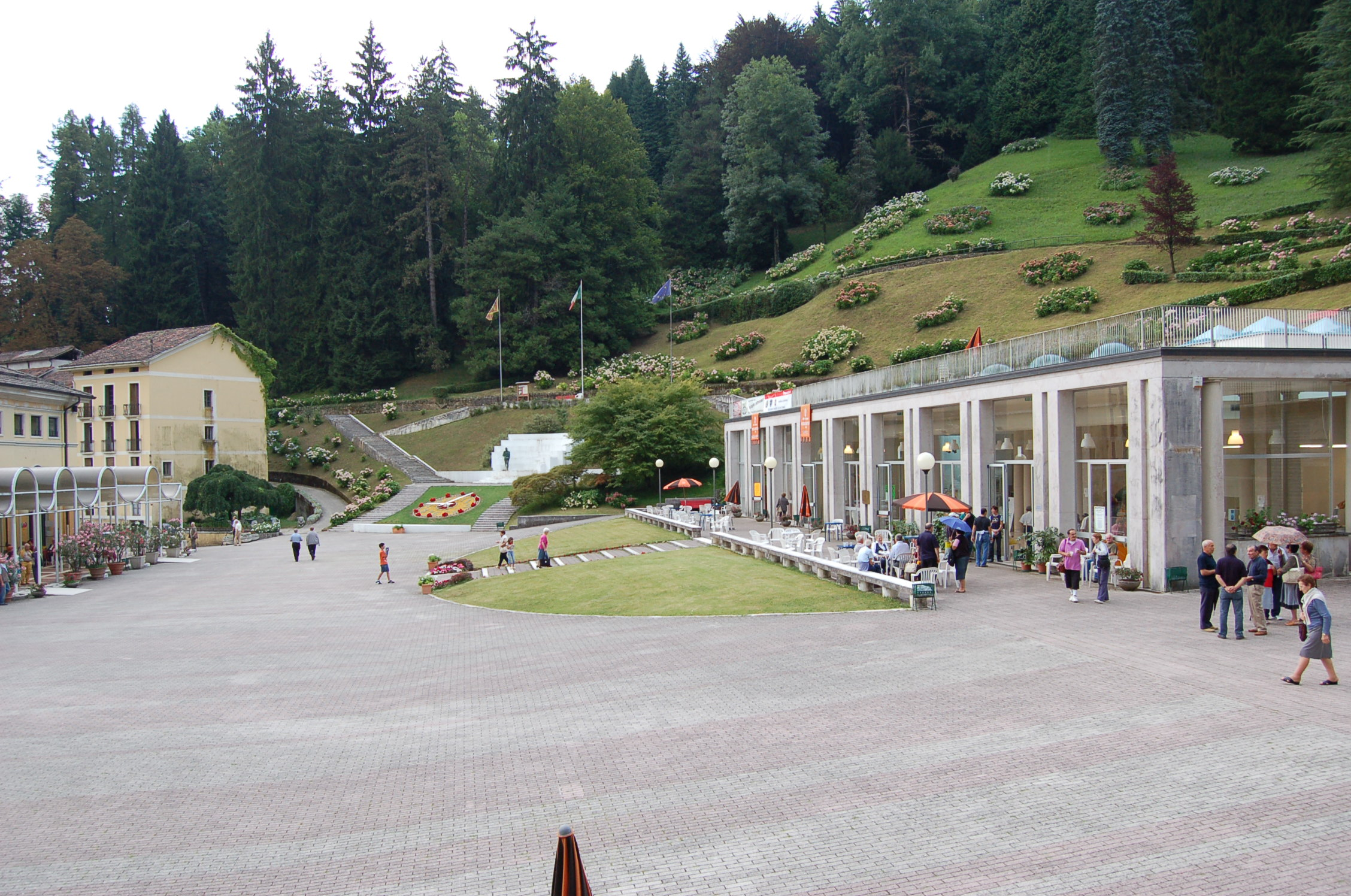
Le fonti di Recoaro

### Recoaro Refresco
La principale azienda è l'omonima società di imbottigliamento delle acque minerali. Di proprietà statale fino agli anni novanta, aveva raggiunto un notevole sviluppo sul mercato italiano con un vasto campionario di bibite, di cui due di denominazione esclusiva, il Gingerino e l'Acqua brillante. In seguito alla privatizzazione e alla successiva crisi, fu acquisita dalla Sanpellegrino, in seguito acquisita dalla Nestlé e praticamente smantellata fino alla recente rivalutazione del marchio e il rilancio del Chinotto. Nel 2016 l'azienda è stata ceduta alla Spumador, succursale italiana della multinazionale Refresco.

### Settore caseario
Recoaro conta numerose piccole attività artigianali dedite alla produzione e alla vendita di latticini come i formaggi di malga e la Fioréta, tipico latticino prodotto e consumato quasi esclusivamente a Recoaro.

## Infrastrutture e trasporti

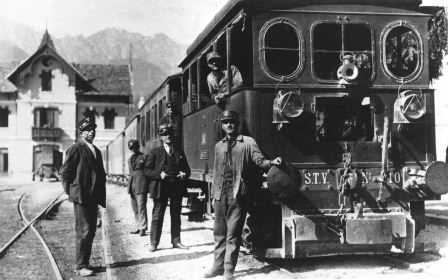
La stazione ferroviaria di Recoaro nel 1910.

Il trasporto pubblico è garantito da autocorse svolte dalla Società Vicentina Trasporti (Svt).
Fra il 1909 e il 1961 la città rappresentò uno dei capolinea settentrionali della tranvia Vicenza-Valdagno-Recoaro Terme/Chiampo, gestita dall'allora chiamate FTV (Ferrovie e Tramvie Vicentine).

## Amministrazione

### Gemellaggi
- Neustadt an der Donau, dal 1989
- Colonia Carolina

### Altre informazioni amministrative
La denominazione del comune fino al 1934 era Recoaro.

### Sindaci e podestà a Recoaro nel XX secolo
| Periodo | Periodo | Primo cittadino          | Partito                       | Carica                  | Note |
| ------- | ------- | ------------------------ | ----------------------------- | ----------------------- | ---- |
| 1899    | 1902    | Caneva Francesco         |                               | Sindaco                 |      |
| 1902    | 1904    | Parlato Luigi            |                               | Sindaco                 |      |
| 1904    | 1904    | Caneva Luigi             |                               | Sindaco                 |      |
| 1905    | 1908    | Floriani Michelangelo    |                               | Sindaco                 |      |
| 1908    | 1919    | Gresele Pietro           |                               | Sindaco                 |      |
| 1919    | 1920    | Berti Giuseppe           |                               | Sindaco                 |      |
| 1920    | 1924    | Pozza Antonio            |                               | Sindaco                 |      |
| 1924    | 1926    | Floriani Michelangelo    | Partito Nazionale Fascista    | Sindaco                 |      |
| 1926    | 1932    | Memmo Guido              | Partito Nazionale Fascista    | Podestà                 |      |
| 1932    | 1939    | Casarotti Giovanni Maria | Partito Nazionale Fascista    | Podestà                 |      |
| 1939    | 1943    | Papesso Giovanni         | Partito Nazionale Fascista    | Podestà                 |      |
| 1944    | 1944    | Garzotto Francesco       | Partito Fascista Repubblicano | Commissario prefettizio |      |
| 1945    | 1945    | Randon Olindo            | Partito Fascista Repubblicano | Commissario prefettizio |      |

### Sindaci dal 1946
|                                                      | Antonio Pozza                          | Partito Socialista Italiano | 1946-1948      | 1946   |
|                                                      | Pietro Maltauro                        | Democrazia Cristiana        | 1948-1956      | (1946) |
| 1951                                                 | Pietro Maltauro                        | Democrazia Cristiana        | 1948-1956      |        |
|                                                      | Rino Ciprian                           | Democrazia Cristiana        | 1956-1965      | 1956   |
| 1960                                                 | Rino Ciprian                           | Democrazia Cristiana        | 1956-1965      |        |
|                                                      | Michelangelo Dall'Armellina            | Democrazia Cristiana        | 1965-1967      | 1964   |
|                                                      | Oreste Prebianca                       | Democrazia Cristiana        | 1965-1970      | (1964) |
|                                                      | Flaviano Paoli                         | Democrazia Cristiana        | 1970-1975      | 1970   |
|                                                      | Giuseppe Fazia                         | Partito Comunista Italiano  | 1975-1980      | 1975   |
|                                                      | Annamaria Pozza                        | Democrazia Cristiana        | 1980-1981      | 1980   |
|                                                      | Oreste Prebianca                       | Democrazia Cristiana        | 1981-1985      | (1980) |
|                                                      | Armido Besco                           | Democrazia Cristiana        | 1985-1995      | 1985   |
| 1990                                                 | Armido Besco                           | Democrazia Cristiana        | 1985-1995      |        |
| Sindaci eletti direttamente dai cittadini (dal 1995) |                                        |                             |                |        |
|                                                      | Giorgio Trivelli                       | Centro-sinistra             | 1995-1999      | 1995   |
|                                                      | Franco Viero                           | Centro-destra               | 1999-2009      | 1999   |
| 2004                                                 | Franco Viero                           | Centro-destra               | 1999-2009      |        |
|                                                      | Franco Perlotto                        | Grande coalizione           | 2009-2012      | 1995   |
|                                                      | Domenico Lione (Commiss. prefettizio)  | -                           | 2012-2013      | -      |
|                                                      | Giovanni Ceola                         | Centro-destra               | 2013-2018      | 2013   |
|                                                      | Davide Branco                          | Lega Nord                   | 2018-2020      | 2018   |
|                                                      | Renata Carletti (Commiss. prefettizio) | -                           | 2020           | -      |
|                                                      | Armando Cunegato                       | Centro-sinistra             | 2020-in carica | 2020   |

## Sport
Hockey pista
La squadra di hockey su pista locale ha vinto la serie b nella stagione 2024/25.
Recoaro Terme è sede di ritiri delle varie nazionali italiane di hockey su pista maschili e femminili.
È stata sede del ritiro della nazionale argentina di hockey su pista in preparazione dei mondiali 2024.

### Calcio
La principale squadra di calcio della città è l'U.S.D. Recoaro che milita in Terza Categoria.